# Trest smrti ve Východním Timoru
Trest smrti ve Východním Timoru byl zrušen v roce 1999 poté, co země získala nezávislost. V letech 2007, 2008, 2010, 2012, 2014, 2016, 2018 a 2020 hlasoval Východní Timor pro přijetí moratoria OSN na trest smrti. Dne 18. září 2003 se země připojila k Druhému opčnímu protokolu k Mezinárodnímu paktu o občanských a politických právech.

## Historie
Na území Východního Timoru docházelo k popravám jak během portugalské koloniální nadvlády, tak v době, kdy byl Východní Timor okupován Indonésií. Během genocidy ve Východním Timoru došlo k tisícům mimosoudních poprav.